# Spaanse legislatuur II
De Spaanse legislatuur II is in de Spaanse politiek de periode die begint op 18 november 1982, als na de parlementsverkiezingen van 1982 de nieuwe samenstelling van de Cortes Generales geïnstalleerd wordt. De legislatuur eindigt op 14 juli 1986, de dag voordat de volgende Cortes geïnstalleerd worden na de verkiezingen van 1986 en de IIIe legislatuur begint. Felipe González is tijdens deze periode voor de eerste keer premier van Spanje.